# Kathedrale St. Antonius (Damaskus)
Die Maronitische Kathedrale von Damaskus (arabisch الكاتدرائية المارونية, DMG al-Kātidrāʾīya al-Mārūnīya) oder Antoniuskathedrale (مار أنطونيوس Mar Antonios) ist die Kathedrale der maronitisch-katholischen Kirche in der syrischen Hauptstadt Damaskus. Sie steht im christlichen Viertel der Altstadt unweit vom nordöstlichen Stadttor Bāb Tūmā (Thomastor) an der Nordseite der Klosterstraße (el-Deir).

## Allgemeines
Die maronitische Kathedrale in Damaskus steht im westlichsten Abschnitt der Straße El-Deir (Klosterstraße) an deren Nordseite gegenüber dem katholischen Pauluskloster der Franziskaner, kurz bevor sie bei der Omari-Moschee nach Westen hin in die Bab-Tuma-Straße einmündet.
Die maronitische Kathedrale in Damaskus wurde 1865 erbaut. Sie ist Sitz der maronitischen Erzeparchie Damaskus, die im Jahr 2013 über 20.000 Mitglieder hatte. Erzbischof ist seit dem 26. November 2006 Samir Nassar.

## Geschichte
Der erste maronitische Bischof in Damaskus war ab 1523 – sieben Jahre nach dem Fall der Stadt ans Osmanischen Reich – Bischof Antonios († 1529), wobei als Jahr der Errichtung der Erzeparchie 1527 angegeben wird. Die erste Kirche der Maroniten in Damaskus existierte bis 1616. Beim Massaker im christlichen Stadtviertel von Damaskus am 9. Juli 1860 fanden viele maronitische Christen zunächst im Franziskanerkloster Damaskus Zuflucht, doch gelang es den drusischen Milizen, ins Kloster einzudringen und dort weiter zu töten. Elf christliche Märtyrer fanden dabei den Tod: Neben dem aus Tirol stammenden Engelbert Kolland waren dies sieben spanische Ordensbrüder und die drei maronitischen Brüder Masabki – Fransis, ‘Abd al-Muti und Rufayil –, die sich geweigert hatten, vom Glauben an Jesus Christus abzuschwören. Alle elf Märtyrer von 1860 wurden am 10. Oktober 1926 von Papst Pius XI. seliggesprochen und werden am 10. Juli geehrt.
Die heutige maronitische Kirche wurde 1864, also vier Jahre nach dem Massaker, zunächst als Mariä-Himmelfahrts-Kirche eröffnet. Später wurde der Heilige Antonius von Padua (مار أنطونيوس, auch in der französischen Form القديس أنطون البدواني) Schutzheiliger.
Ab 2013 im Bürgerkrieg in Syrien kam das Stadtviertel am Bab Tuma wiederholt unter Beschuss durch islamistische Rebellen. Am 8. Januar 2018 wurden vom östlichen Ghuta aus nach einer längeren Phase der Ruhe erneut Mörsergranaten der Islamisten auf die Altstadt von Damaskus abgeschossen. Eine Bombe explodierte im Schlafzimmer des Erzbischofs Samir Nassar, der aber in einem anderen Zimmer war und deshalb unverletzt blieb. Im Bereich der Maronitischen Kathedrale starben am 8. Januar nach Berichten bis zu fünf Menschen. Von den Kirchen des Stadtviertels erlitt besonders die maronitische Kathedrale Schäden, vor allem an Türen und Fenstern. Die Bombardements endeten mit der Eroberung von Ost-Ghuta durch die syrische Armee im April 2018.

## Ausstattung und Nebengebäude
Die maronitische Antoniuskathedrale befindet sich im Herzen eines Komplexes, zu dem auch der Bischofssitz gehört. Auf dem Hof stehen ein Denkmal der heiligen Rita und ein weiteres für den Heiligen Antonius von Padua von 1959. Über der Tür der Kathedrale steht ein 1865 datiertes Gedicht, in dem daran erinnert wird, dass die Kinder Marons dem Glauben die Treue gehalten und die Wahrheit Gottes verbreitet haben. Eine Marmortafel daneben erinnert an die Renovierung 1992 unter Bischof Anton Hamid Morani unter Leitung des Ingenieurs George Sharabieh. In der Kirche befinden sich die Gräber der drei maronitischen Brüder Masabki, die 1860 beim Massaker im Franziskanerkloster gegenüber der heutigen maronitischen Kathedrale den Märtyrertod erlitten.